# 3. konjeniška divizija (Avstro-Ogrska)
3. konjeniška divizija, je bila konjeniška divizija avstro-ogrske kopenske vojske, ki je bila aktivna med prvo svetovno vojno.

## Organizacija
Maj 1914
- 10. konjeniška brigada
- 17. konjeniška brigada
- reitende Artillerie-Division Nr. 2

## Poveljstvo
Poveljniki
- Adolf von Brudermann: avgust 1914 - november 1916
- Johann von Kopeček: november 1916 - november 1918